# Valea Fetei
Valea Fetei – wieś w Rumunii, w okręgu Aluta, w gminie Verguleasa. W 2011 roku liczyła 208 mieszkańców. 